# Puchar Narodów Afryki 2012 (kwalifikacje)/Grupa G
W grupie G eliminacji Pucharu Narodów Afryki 2012 grają:
- Egipt
- Południowa Afryka
- Sierra Leone
- Niger

## Tabela
| Msc. | Zespół            | M | W | R | P | Br+ | Br- | Pkt |
| ---- | ----------------- | - | - | - | - | --- | --- | --- |
| 1    | Niger             | 6 | 3 | 0 | 3 | 6   | 8   | 9   |
| 2    | Południowa Afryka | 6 | 2 | 3 | 1 | 4   | 2   | 9   |
| 3    | Sierra Leone      | 6 | 2 | 3 | 1 | 5   | 5   | 9   |
| 4    | Egipt             | 6 | 1 | 2 | 3 | 5   | 5   | 5   |

## Wyniki
| 4 września 2010 | Południowa Afryka · Mphela 12' · Parker 45' | 2 : 0(2 : 0) | Niger | Mbombela Stadium, Nelspruit · Widzów: 40 000 · Sędzia: Khalid Abdel Rahman, Sudan |
|                 |                                             |              |       |                                                                                   |

| 5 września 2010 | Egipt · Fathalla 61' | 1 : 1(0 : 0) | Sierra Leone · Moustapha Bangura 56' | Cairo International Stadium, Kair · Sędzia: Badara Diatta, Senegal |
|                 |                      |              |                                      |                                                                    |

| 10 października 2010 | Sierra Leone | 0 : 0 | Południowa Afryka | Brookfields National Stadium, Freetown · Sędzia: Ali Lemghaifry, Mauretania |
|                      |              |       |                   |                                                                             |

| 10 października 2010 | Niger · Maazou 34' | 1 : 0(1 : 0) | Egipt | Stade Général Seyni Kountché, Niamey · Sędzia: Doue N. Desire, Wybrzeże Kości Słoniowej |
|                      |                    |              |       |                                                                                         |

| 26 marca 2011 | Południowa Afryka · Mphela 90' | 1 : 0(0 : 0) | Egipt | First National Bank Stadium, Johannesburg · Sędzia: Koman Coulibaly, Mali |
|               |                                |              |       |                                                                           |

| 27 marca 2011 | Niger · Alhassane Issoufou 64' · Issa Modibo Sidibe 79' · Daouda 89' | 3 : 1(0 : 1) | Sierra Leone · Mohamed Bangura 23' | Stade Général Seyni Kountché, Niamey |
|               |                                                                      |              |                                    |                                      |

| 4 czerwca 2011 | Sierra Leone · Teteh Bangura 51' | 1 : 0(0 : 0) | Niger | Brookfields National Stadium, Freetown |
|                |                                  |              |       |                                        |

| 5 czerwca 2011 | Egipt | 0 : 0 | Południowa Afryka | Cairo International Stadium, Kair |
|                |       |       |                   |                                   |

| 3 września 2011 | Sierra Leone · Mohamed El Nenny 15' (sam) · Mohamed Bangura 89' (k) | 2 : 1(1 : 1) | Egipt · Marwan Mohsen 44' | Brookfields National Stadium, Freetown |
|                 |                                                                     |              |                           |                                        |

| 4 września 2011 | Niger · Dan Kowa 10' · Maazou 46' | 2 : 1(1 : 0) | Południowa Afryka · Jali 71' | Stade Général Seyni Kountché, Niamey |
|                 |                                   |              |                              |                                      |

| 8 października 2011 | Egipt · Marwan Mohsen 48', 71' · Mohamed Salah 56' | 3 : 0(0 : 0) | Niger | Cairo International Stadium, Kair |
|                     |                                                    |              |       |                                   |

| 8 października 2011 | Południowa Afryka | 0 : 0 | Sierra Leone | First National Bank Stadium, Johannesburg |
|                     |                   |       |              |                                           |